# کفچه‌مارواران
کفچه‌مارواران (به لاتین: Elapoidea) یک بالاخانواده از مارها در تبارشاخه Colubroides است که به‌طور سنتی از خانواده خانگی‌ماران و کفچه‌ماران تشکیل شده‌است. با این حال، مطالعات توالی ژنومی پیشرفته نشان داده‌است که لامپروفیدها نسبت به کفچه‌مارها پیراتبار هستند. واینل و همکاران در توصیف زیرخانواده Cyclocorinae. (2017) پیشنهاد کرد که برخی یا همه زیرخانواده‌های خانگی‌ماران باید در وضعیت خانوادگی کامل به عنوان راهی برای جلوگیری از جایگزینی، که طبقه‌بندی آنها به عنوان کفچه‌مارها است، دوباره ارزیابی شوند. این موضوع در مطالعات بعدی مانند Zaher et al (۲۰۱۹) پذیرفته شد.